# Аптекарь (роман)
«Апте́карь» — фантастико-реалистический роман советского писателя-прозаика Владимира Орлова, написанный в 1988 году. Является второй книгой цикла «Останкинские истории».
Первоначально роман был опубликован в журнале «Новый мир» в 1988 году, затем неоднократно издавался отдельной книгой. Критикой был встречен довольно прохладно, хотя и удостоился сравнений с «Доктором Живаго» Пастернака и «Жизнью и судьбой» Гроссмана.
В 2009 году по заказу Правительства Москвы по мотивам романа был снят одноимённый телесериал (режиссёр — Александр Баршак).

## Сюжет
Действие начинается в 1975 году у пивного автомата на улице Академика Королёва в Москве. Несколько останкинских жителей покупают вскладчину бутылку водки Кашинского ликёро-водочного завода. Однако из бутылки появляется женщина, объявляющая себя берегиней хозяина бутылки.

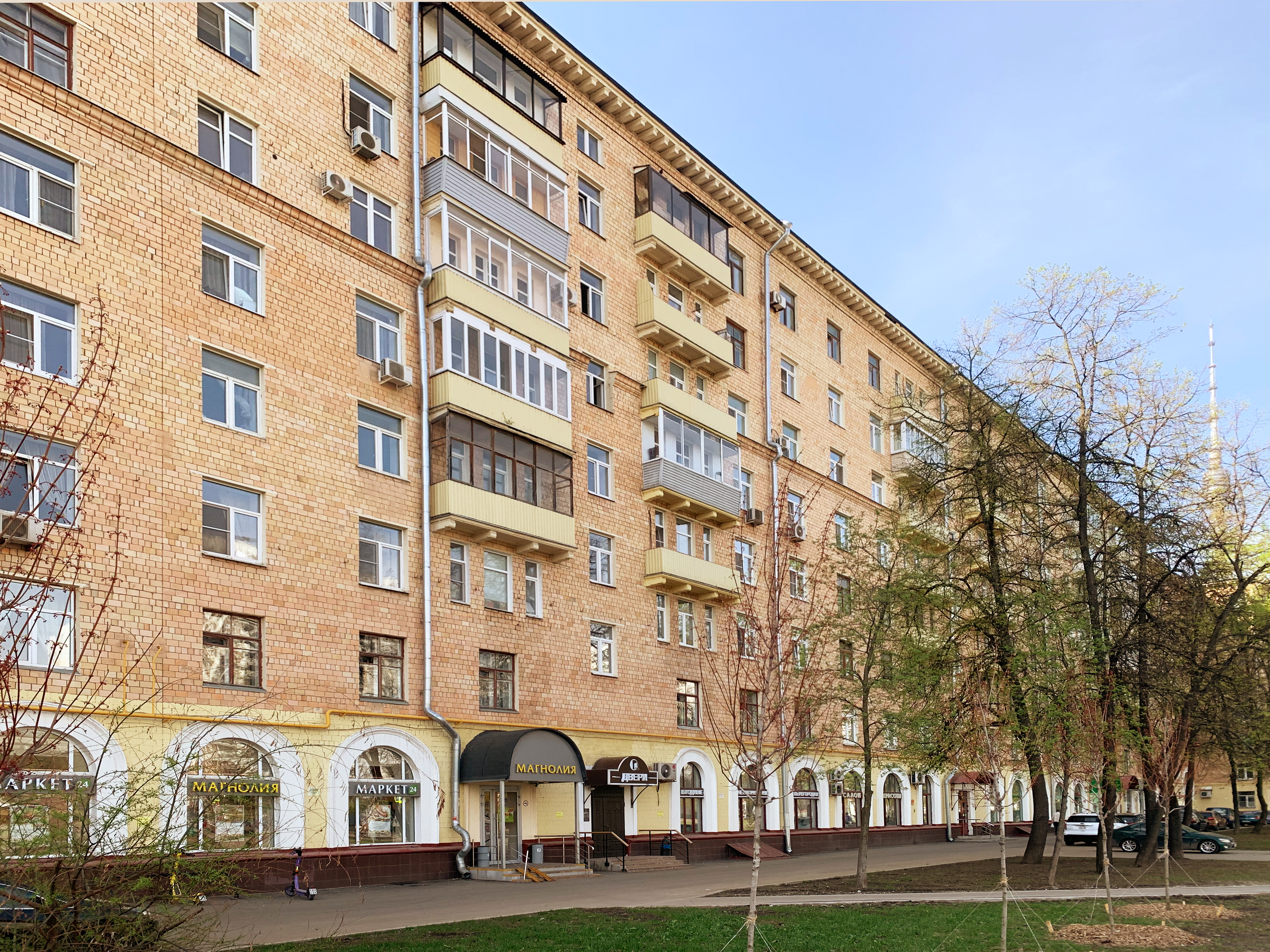
Улица Академика Королёва, 5, где по сюжету находился пивной автомат

От неожиданности главный герой романа Михаил Никифорович Стрельцов роняет и разбивает бутылку, и берегиня исчезает. Однако, когда один из «пайщиков» (Серов) давится, и появляется угроза его жизни, женщина появляется вновь и спасает его от смерти. Для удобства общения ещё один пайщик, Зотов, решает называть её Любовью Николаевной Кашинцевой. Выясняется, что так как бутылка разбита, ей негде жить, и Михаил Никифорович вынужден приютить её у себя.
Любовь Николаевна заявляет, что как берегиня она должна выполнять желания хозяина бутылки (в сложившейся ситуации — хозяев пропорционально внесённой сумме на покупку). Она начинает воздействовать на судьбу пайщиков, стремясь принести им пользу, однако результаты получаются не всегда удачными, и хозяева бутылки в ультимативной форме требуют от берегини не вмешиваться в их жизнь.
Двое местных проходимцев, Шубников и Бурлакин, решают завладеть способностями Любови Николаевны. Для этого они пытаются перекупить паи, пошедшие на покупку бутылки. Им удаётся завладеть долей Каштанова, и они начинают экспериментировать с открывшимися перспективами. Они повелевают превратить случайно пойманного ротана Мардария в крупное четвероногое существо, способное выполнять команды, и показывают его выступление местным жителям. Тем временем отношения Михаила Никифоровича и Любови Николаевны постепенно перерастают из натянутых в любовные. Однако Любовь Николаевна постоянно тяготится тем, что она «не у дел», и её возможности пропадают впустую. Это приводит к скандалам и взаимонепониманию. Любовь Николаевна съезжает из квартиры и перебирается в общежитие.

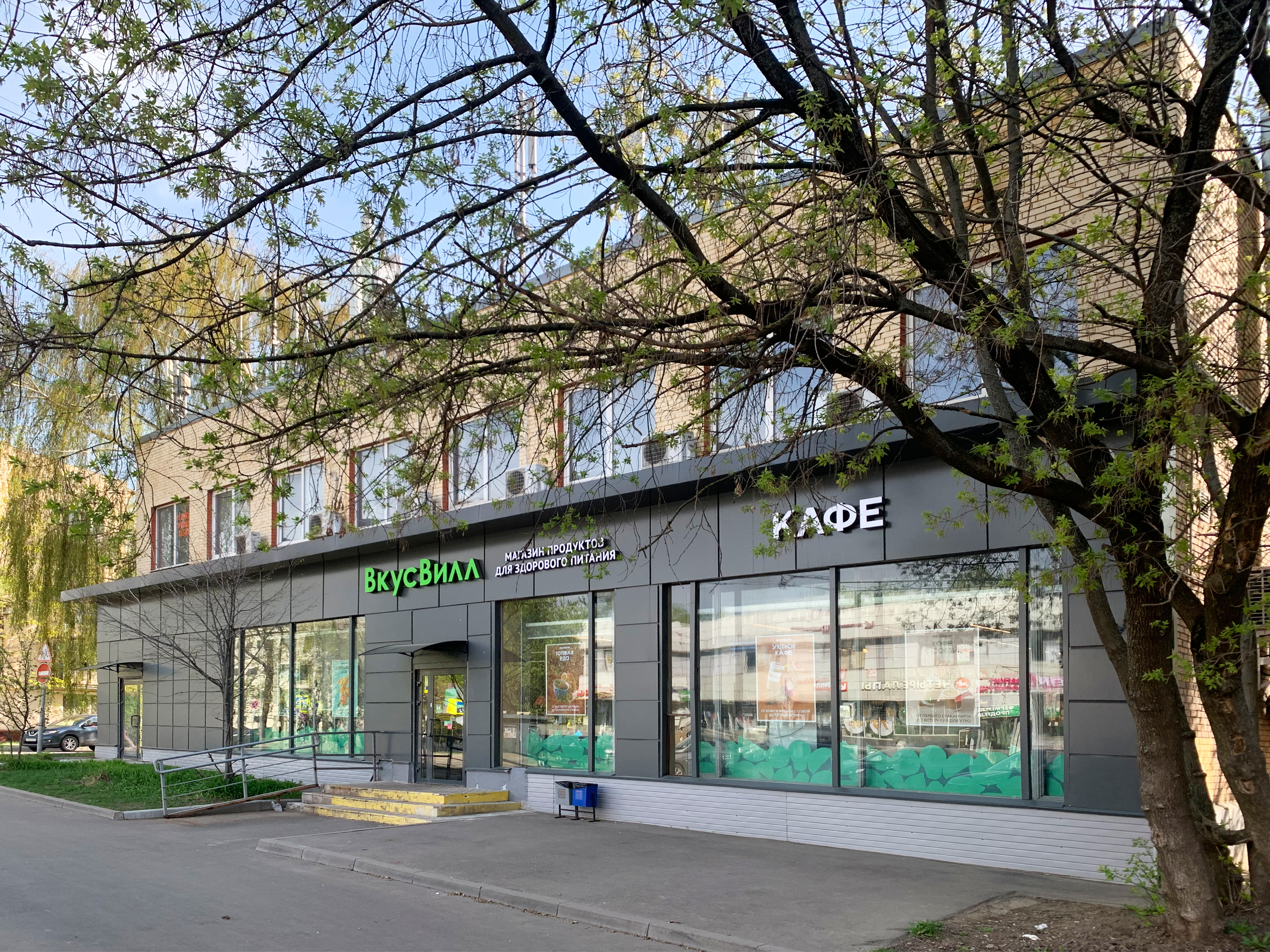
Улица Цандера, 8, где находился пункт проката

Шубников, опираясь на возможности Любови Николаевны и собственную энергию, превращает обыкновенный пункт проката в Палату останкинских польз — уникальное учреждение, где готовы выполнить практически любое, в том числе фантастическое желание клиентов. Под контроль Шубникова переходит и пай Зотова, хотя тот и предпринимает безуспешные попытки вернуть свою долю. Любовь Николаевна, покорённая энергией и красноречием Шубникова, увлекается им. Мардарий продолжает развиваться, превращаясь в самостоятельную личность. Соратник Шубникова Бурлакин решает уйти, так как ему не нравятся многие дела палаты, он полагает, что деятельность бывшего пункта проката развращает людей. Он пытается убедить Шубникова вернуть пай, но безуспешно. Тогда Бурлакин угрожает помешать деятельности Шубникова. Мардарий убивает Бурлакина, инсценируя несчастный случай.
Шубников требует от Любови Николаевны бессмертия, но это превосходит её возможности. Получив отказ, Шубников озлобляется на весь мир. Валентин Фёдорович Зотов, не имея возможности вернуть свой пай, который Шубников как бы «арендует», кончает жизнь самоубийством, чтобы хоть так ослабить Шубникова. Свою долю он завещает Михаилу Никифоровичу. Михаил Никифорович требует, чтобы Любовь Николаевна исчезла, так как её способности приводят к смертям. Берегиня отвечает, что исчезнуть не может и не может игнорировать Шубникова, так как у того есть пай Каштанова, и он имеет право желать. Однако она всё-таки исчезнет, если Стрельцов уничтожит фиалки, которые она купила, когда они жили вместе. С этими цветами мистическим образом связано её существование. Михаил Никифорович стоит перед трудным выбором: с одной стороны — любимая женщина, с другой — зло, творимое Шубниковым. Он всё-таки решает сжечь фиалки, Любовь Николаевна просит о часовой отсрочке, чтобы попрощаться с Москвой.

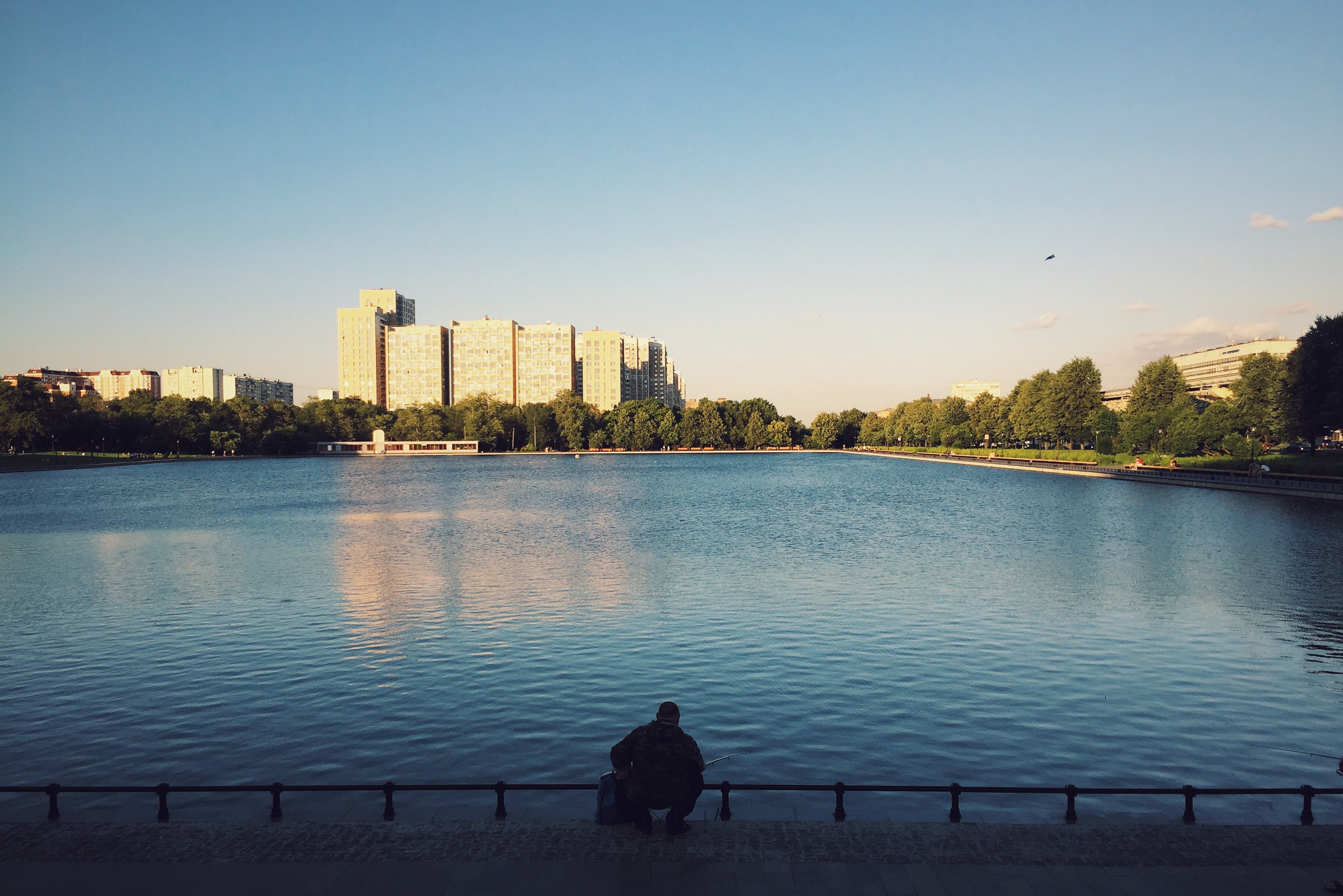
Останкинский пруд

Шубников, озлобленный отказом в бессмертии и утратой пая Зотова, решает отомстить всему миру вплоть до полного его уничтожения. Он переносит на Останкинский пруд бразильский линкор «Ду Насименту» и приказывает навести его орудия на дом Михаила Никифоровича и аптеку, где тот работает. Он готовится отдать приказ открыть огонь. Но в этот момент Михаил Никифорович всё-таки собирается с духом, сжигает фиалки, и сила покидает Шубникова. Любовь Николаевна Кашинцева исчезает.
Без вмешательства сверхъестественных сил жизнь Останкинского района постепенно возвращается в обычную колею. Михаил Никифорович, тоскуя по утраченной любви, регулярно приходит на Савёловский вокзал встречать поезд из Кашина. Он пытается вырастить в своей квартире фиалки, но они постоянно гибнут. Но последняя попытка, кажется, наконец-то, увенчалась успехом. Через полтора месяца автор снова видит Михаила Никифоровича на Савёловском вокзале.

## Признание
В 1999 году Владимир Орлов в своих «Автобиографических заметках» писал, что Партия любителей пива наградила его премией в виде ящика пива «Гиннес» «за мистическое освоение русской пивной мысли».

## Экранизация
В 2009 году по мотивам романа был снят одноимённый телесериал.